# Maureen George
Maureen George, född den 1 september 1955 i Bulawayo, Zimbabwe, är en zimbabwisk landhockeyspelare.
Hon tog OS-guld i damernas landhockeyturnering i samband med de olympiska landhockeytävlingarna 1980 i Moskva.